# Mobiliseren (orthopedie)
Mobiliseren = analytische of functionele bewegingsactiviteiten met als doel het voorkomen en/of verbeteren van verminderde mobiliteit.
Vaak is de gewrichtsbeweeglijkheid beperkt omdat de spieren verkort zijn. Daarom komen mobilisatieoefeningen dikwijls neer op het uitrekken van verkorte spieren.
Is de beweeglijkheid beperkt zonder dat de spieren verkort zijn, dan worden mobilisatieoefeningen aangewend die het gewricht weer zijn normale mobiliteit trachten te geven. Dit wil zeggen dat een normale Range of Motion, een normaal eindgevoel en afwezigheid van een abnormale passieve weerstand worden nagestreefd.
Via een uitgebreid functieonderzoek wordt afgewogen welke mobilisatievorm (cfr. 3.3) moet toegepast worden.